# Порцнер, Конрад
Конрад Порцнер (нем. Konrad Porzner; 4 февраля 1935 — 1 декабря 2021) — немецкий государственный деятель, президент Федеральной разведывательной службы в 1990−1996 годах.

## Биография
Конрад Порцнер родился в Баварии, у его родителей было ещё трое сыновей — Хайнц, Хельмут и Эрвин. Получил высшее образование в сфере экономики и географии города, до 1962 года работал учителем в гимназии Адама Крафта в Швабахе. С 1956 года — член СДПГ.
С 1960 по 1963 годы был членом городского совета города Ансбах. С 1962 года перешёл на работу в аппарат бундестага. С 1969 по 1972 годы — заместитель председателя Комитета по финансам, с июня по декабрь 1972 года — заместитель председателя парламентской фракции СДПГ, с 1972 по 1974 годы — парламентский статс-секретарь в Федеральном министерстве финансов, с декабря 1974 по январь 1981 года — секретарь парламентской фракции СДПГ.
В январе 1981 года К. Порцнер назначен Хансом-Йохеном Фогелем руководителем финансовой комиссии земельного парламента Берлина. 15 июля 1981 года Порцнер был назначен статс-секретарем Федерального министерства по экономическому сотрудничеству, а после смены правительства осенью 1982 года 12 октября 1982 ушёл в отставку.
На парламентских выборах 1983 года Порцнер снова избран депутатом бундестага и с 1983 по 1987 годы вновь занимает должность секретаря парламентской фракции СДПГ. С 1987 до своей отставки в октябре 1990 года — председатель комитета бундестага.
С 3 октября 1990 года по 31 марта 1996 года Порцнер возглавлял БНД. На период его руководства пришлось объединение Германии 1990 года с последующим захватом западными спецслужбами архивов и инфраструктуры Штази. Под его руководством был проведён ряд громких операций, в частности, Плутониевое дело 1994 года.

## Семья и хобби
Был женат, имел четверых детей. Играл в гандбол, был членом гандбольной команды «TSV Ansbach», которая дважды выигрывала чемпионат Германии. Брат Конрада — Эрвин Порцнер был тренером по гандболу..